# 永乐英雄儿女
《永乐英雄儿女》，中国大陆古装爱情剧、喜剧，导演于敏，主演保剑锋、刘涛、寇世勋、刘晓庆、唐国强、陈龙。2004年12月7日晚于广东台珠江频道首播。

## 剧情
明朝初年，开国皇帝朱元璋去世之后，把皇位传给了皇长孙朱允炆，朱允炆为人懦弱、文气，把持不住江山，叔叔燕王朱棣趁“削藩”之机夺取皇位，民间人士对朱棣多有流言，朱棣即位之后，矜矜业业，开启了一个盛世，朱棣带着女儿蛮儿公主游玩江南，蛮儿公主爱上了屠夫之子冯天赐，并且最终结为夫妻。

## 演出
- 刘涛 出演 蛮儿。朱棣的女儿，爱上了冯天赐。
- 保剑锋 出演 冯天赐。屠夫的儿子，学艺少林寺，后来成了驸马。
- 寇世勋 出演 朱棣。明成祖，明惠宗建文帝朱允炆之四叔，發動靖難之役後奪位成功，成為皇帝，年號永樂。
- 刘晓庆（童年：张雪迎） 出演 锦娘，锦衣卫。
- 唐国强 出演 朱允炆。建文帝，朱棣之姪，靖難之役時皇位被奪。
- 陈龙 出演 朱瞻基。永樂皇帝之孫。
- 颜丹晨 出演 铁寒烟
- 马羚 出演 纪妃
- 仇永力 出演 纪刚
- 任斯璐 出演 柳梦如
- 杨蓉 出演 灵儿
- 梁天 出演 棋手

## 制作
该剧的爱情故事与大多数电视剧不同，为“女追男”。
主演刘涛指出该剧的看点是“搞笑”。